# Борго Фабрети (Равена)
Борго Фабрети је насеље у Италији у округу Равена, региону Емилија-Ромања.
Према процени из 2011. у насељу је живело 48 становника. Насеље се налази на надморској висини од 22 м.